# 按讚情人
是2016年2月17日上映的一部韓國爱情喜剧片，描述三對男女之間因為網路社群開始延伸到現實生活的愛情故事。

## 演員陣容

### 主要人物
- 李美妍 飾演 趙景雅
- 崔智友 飾演 咸珠蘭
- 金柱赫 飾演 鄭成燦
- 劉亞仁 飾演 盧振宇
- 姜河那 飾演 李秀豪
- 李絮 飾演 張娜妍

### 其他人物
- 韓在英 飾演 鄭一圭
- 白昌民 飾演 鄭義柱
- 朴喜本 飾演 義柱媽媽
- 許正道 飾演 許導演
- 鄭幼珍 飾演 女主角
- 崔英道 飾演 金代表
- 趙大熙 飾演 張代表
- 李姃垠 飾演 不動產大媽
- 陈善美 飾演 珠蘭的朋友
- 池允浩 飾演 宰炳
- 林采善 饰演 快送员
- 李承妍 飾演 空姐事務長
- 金昇勋 饰演 秀豪家的金代表
- 朴明申 飾演 電視劇編劇
- 成道贤 饰演 新电视剧的PD
- 朴瑟琪 飾演 記者
- 高賢 飾演 振宇的經紀人
- 林賢京 飾演 空姐
- 崔正賢 飾演 保安

### 特别出演
- 河錫辰 飾演 姜敏浩

## 外部連結
- NAVER上《按讚情人》的資料
- 韩国电影数据库（KMDb）上《按讚情人》的資料
- 互联网电影数据库（IMDb）上《按讚情人》的资料（英文）
- 豆瓣电影上《按讚情人》的資料 （简体中文）
- Box Office Mojo上《按讚情人》的資料（英文）
- 爛番茄上《按讚情人》的資料（英文）